# Ветштетен
Ветштетен (њем. Wettstetten) општина је у њемачкој савезној држави Баварска. Једно је од 30 општинских средишта округа Ајхштет. Према процјени из 2010. у општини је живјело 4.785 становника. Посједује регионалну шифру (AGS) 9176167.

## Географски и демографски подаци
Ветштетен се налази у савезној држави Баварска у округу Ајхштет. Општина се налази на надморској висини од 386 метара. Површина општине износи 12,5 km². У самом мјесту је, према процјени из 2010. године, живјело 4.785 становника. Просјечна густина становништва износи 383 становника/km².